# Hortense Schneider

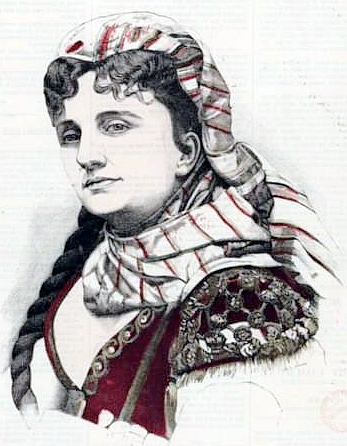
Schneider in La Périchole van Offenbach

Hortense Schneider (Bordeaux, 30 april 1833 - Parijs, 5 mei 1920) was een Franse sopraan en een van de bekendste operettezangeressen van de 19e eeuw, met name tijdens het Second Empire. Ze trad op voor de gekroonde hoofden van haar tijd en was vooral succesvol in de opera's/operettes van Jacques Offenbach. Haar grootste succes was La Grande-Duchesse de Gérolstein van Offenbach.
Schneider debuteerde op haar vijftiende in het theater. Na eerste optredens in Bordeaux trok ze naar Agen en vervolgens naar Parijs. In 1855 trad ze voor het eerst op in een productie van Offenbach, Le Violoneux. Ze werkte daarna bijna tien jaar samen met Hippolyte Cogniard. Als gevierde actrice speelde ze opnieuw in 1864 opnieuw in een productie van Offenbach, La belle Hélène. De successen volgden elkaar op: Barbe-bleue (1866), La Grande-Duchesse de Gérolstein (1867) en La Périchole (1868). Schneider gold als erg wispelturig.
In 1875, na haar rol in La Belle Poule, verliet ze het theater en de laatste 45 jaar van haar leven leidde ze een respectabel burgerbestaan.
- Bibliothèque nationale de France: cb12322700s (data)
- Gemeinsame Normdatei: 119191830
- International Standard Name Identifier: 0000 0000 7974 4600
- Library of Congress Control Number: n80029223
- SNAC: w6xm1d6f
- Système universitaire de documentation: 032139292
- Virtual International Authority File: 44561945
- WorldCat: E39PBJjxvtf8FJhVG4mkDf3G73